# Jwaneng Mine
Копальня «Джваненг» (англ. Jwaneng Mine) — алмазний рудник в Ботсвані, що є світовим лідером за загальною вартістю алмазів, яка становить половину експортного прибутку Ботсвани. Належить компанії De Beers. Цей рудник дає більше алмазів, ніж всі алмазні рудники ПАР, разом узяті.

## Історія
Збагачувальне підприємство на руднику Джваненг стало до ладу в 2000 році.

## Загальна характеристика
У останні роки на ньому добувалося 10.5-11.5 млн каратів алмазів високої якості.
За ефективністю, рентабельністю і безпекою технологічних процесів Джваненґ перевершує всі нині промислові аналоги.

## Технологія розробки
Родовище розробляють відкритим способом. Кар'єр рудника до 2000 р. досяг глибини понад 250 м і розмірів по верху 2 х 1.8 км (його максимальна глибина повинна бути більше за 700 м). У кінці 1999 р. була введена в дію тролейна транспортна система для дизель-електричних самоскидів, використання яких підвищило швидкість вивезення руди і істотно скоротило витрати ГСМ. Був оновлений парк кар'єрних самоскидів, і у 2002 р тут працюють двадцять 180-тонних машин фірм Caterpillar і Haulpak, які перевозять в день близько 30 тис. т руди на внутрішньокар'єрну дробарку фірми Kawasaki.

## Технологія збагачення
Після подрібнення на дробарці в кар'єрі руда доставляється в «CARP» (Completely automated recovery plant) — вежу висотою 86 м, де проходить через 15 робочих поверхів, на яких відбувається повне вивільнення і концентрація алмазів. Збагачення здійснюють на рентгено-люмінесцентних сепараторах, що замінили жирові столи, які забезпечували вилучення тільки 94 % алмазів. Максимальна річна продуктивність відділення «CARP» — 2.4 млн т руди з розміром зерен від 1.4 до 25 мм. Після збагачення у відділенні «CARP» концентрат транспортером поступає у відділення «FISH» (Fully integrated sorting house), де за допомогою іншої рентгенівської технології ведеться його доведення і сортування. Найважливішою частиною нової технологічної схеми є відділення, де вилучення алмазів здійснюється за допомогою чотирьох лазерних установок.
Після вилучення, очищення і первинного сортування алмази автоматично завантажуються в контейнери, що опечатуються і перевозяться для оцінки. На новій фабриці діє сучасна система безпеки. Обслуговчий персонал (який в кожній зміні складається усього з чотирьох операторів і двох прибиральників) не має ні необхідності, ні можливості стикатися з алмазовмісним матеріалом: він повністю ізольований від зовнішнього простору і переміщається тільки всередині апаратів. Дії персоналу контролюються сенсорною системою, яка перевіряє можливість їх доступу до різних дільниць, що охороняються або агрегатів. Дільниця лінії або агрегат, потребуюча ремонту, автоматично звільняються від руди (яка на час ремонту вміщується в спеціальні контейнери, що опечатуються), а роботу ремонтника контролюють камери — як всередині, так і зовні апарату. У разі появи сторонніх включається потужна система сигналізації і автоматичного блокування приміщення.